# Luya (Chiclayo)
Luya es un centro poblado ubicado en el distrito de Tumán, en la provincia de Chiclayo, Departamento de Lambayeque, Perú. Es reconocido como el segundo centro poblado más habitado del distrito de Tumán y un importante sitio de legado arqueológico prehispánico.

## Ubicación
Luya se sitúa aproximadamente a 7 kilómetros al norte de la ciudad de Tumán. Además, constituye la puerta de entrada a la provincia de Ferreñafe y al distrito de Manuel Antonio Mesones Muro.

## Historia

### Cultura prehispánica
Luya destaca por su importancia histórica como asentamiento de antiguas culturas prehispánicas. Excavaciones arqueológicas realizadas entre 2010 y 2014 revelaron estructuras de carácter administrativo y religioso pertenecientes a las culturas Mochica, Lambayeque y Chimú (300–1100 d. C.).
El sitio arqueológico principal incluye un templo orientado al este, relacionado con contactos culturales con la región de Cajamarca. Este templo evidencia daños producto de incendios antiguos.

### Hacienda Luya
La Hacienda Luya fue una histórica hacienda ubicada en el centro poblado Luya, en el distrito de Tumán, en la región de Lambayeque, en el norte del Perú. Fue propiedad de Manuel Genaro de los Santos Barragán Urrutia, un destacado hacendado de finales del siglo XIX y principios del XX. La hacienda estuvo dedicada mayormente al cultivo de caña de azúcar.

## Demografía
Según el censo nacional de 2007, Luya contaba con 699 habitantes, de los cuales 337 eran varones y 362 mujeres.  
En su entorno inmediato se encuentran otros centros poblados menores:
- Vichayal: 225 habitantes.
- Los Cajusoles: 159 habitantes.
- El Carmen: 42 habitantes.

## Infraestructura
Luya cuenta con servicios básicos de educación, con instituciones de los niveles inicial, primaria y secundaria.

### Educación
La principal institución educativa del centro poblado es la I.E. "Juan Velasco Alvarado", creada el 10 de abril de 1987 mediante R.D. 916/87.  
Inicialmente pertenecía al distrito de Picsi, pero desde 1999 se incorporó administrativamente a Tumán. El colegio funciona actualmente en dos niveles: primaria y secundaria, atendiendo en el turno diurno.

#### Plana docente (2015)
- Directora: Lic. Herlita Vásquez Valdiviezo.
- Docentes de secundaria: Dina Consuelo Otoya Tirado, Sonia Iris del Carpio Loconi, Juan Valverde, Vilma Silva Toro, Artemia Seclén Guerrero, Miguel Ángel Torres Altamirano, Sandra Carpio Romero.
- Docentes de primaria: Ulises Emiliano Torres Mera, Gloria Bety Ayasta Arrascue, Cecilia del Rosario Chapoñán Olivos, Yanina del Rosario Díaz Yovera, María Sernaque Mori, Juan Francisco Herrera.
- Auxiliar de educación: Bach. José Prebítero Tarrillo Vásquez.
- Personal administrativo y de servicios: 1 servidor.

## Economía
Su economía está ligada principalmente a actividades agrícolas, siembra de caña de azúcar, relacionadas con la Empresa Agroindustrial Tumán la cual produce azúcar.

## Cultura
El patrón del pueblo es Santo Toribio de Mogrovejo, cuya festividad es una de las más importantes de la localidad.

## Patrimonio
Entre sus principales atractivos están:
- Iglesia del Centro Poblado de Luya.
- Hacienda Luya
- Cementerio tradicional.
- Cerro Luya: importante por su valor paisajístico y arqueológico.
- Sitios arqueológicos de las culturas Mochica, Lambayeque y Chimú.

## Datos adicionales
- Código postal: 14600.[6]
- Código UBIGEO: 1401200002.
- Clasificación INEI: Urbano, categoría Anexo.